# Suhilan, İskilip
Suhilan hay Süheylan, là một xã thuộc huyện İskilip, tỉnh Çorum, Thổ Nhĩ Kỳ. Dân số thời điểm năm 2010 là 108 người.